# Phalanx CIWS
Il Vulcan Phalanx («falange» in lingua inglese) è un sistema CIWS (Close-in weapon system) sviluppato per la Marina degli Stati Uniti. Esso è diventato non solo un sistema standard per tale forza navale, ma è stato sviluppato anche per essere un apparato semplice e relativamente economico, che può essere installato in maniera agevole su qualunque nave che ne possa sopportare il peso.
Denominato Mk 15/16, esso era la risposta ai sistemi missilistici antinave, specie quelli sovietici che rappresentavano una minaccia diretta.
Nato come programma negli anni '60, in qualità di sistema da usare contro missili e aerei che fossero passati attraverso le difese aeree missilistiche, e con un funzionamento più semplice e rapido del RIM-7 Sea Sparrow, per il Phalanx si pensò di usare un'arma affidabile e veloce come l'M61 Vulcan aeronautico, ma con una sostanziale riduzione della cadenza di tiro, limitata a 3.000 dei 6.000 colpi al minuto della versione aeronautica, e al livello del VADS terrestre, che certamente non è un sistema altrettanto critico.
L'azionamento dell'armamento era automatico con comandi idraulici. Il munizionamento da 20 mm non sembrava peraltro molto efficace. Allora venne utilizzato un tipo di munizione perforante decalibrato con nucleo da 12,7 mm in uranio impoverito, con un sabot in nylon e alluminio (APDS, Armor Piercing Discarding Sabot). La velocità è molto più alta e la traiettoria tesa, per essere più preciso possibile.
Il primo esperimento di dimostrazione del concetto di controllo del tiro, che sfruttava i progressi dell'elettronica e dell'intelligenza artificiale all'epoca disponibili, avvenne già l'anno dopo, nel 1970, allorquando venne sperimentata con successo anche la munizione ad uranio impoverito, che all'epoca era ancora ben poco compreso come tipologia di munizione. Nel 1971 avvenne la prima sperimentazione con il prototipo ma solo al simulatore. Il primo impianto venne messo a bordo della fregata King dal 1973, il primo impiego in azione avvenne nel 1975 quando un sistema a bordo di un vecchio caccia in disarmo, il Cunninghan, distrusse tutte le armi lanciatigli contro.

## Operatività
Il primo esemplare di produzione iniziò nel 1977 e l'operatività arrivò nel 1980 sulla portaerei USS Enterprise, seguita a ruota dall'USS America. L'anno dopo un primo impianto venne installato a bordo della fregata Bigelow e venne provato con ottimi risultati anche in vicinanza delle coste e degli echi che esse producevano, oltre che in situazioni di contromisure elettroniche. Alla fine, nel 1977, venne omologato per il servizio e partì la produzione, ma passarono altri 3 anni prima che le macchine di serie venissero installate sulle portaerei.
Alla fine del 1984 erano stati già installati 220 a bordo di 125 navi USA, con una installazione per fregata, 2 per cacciatorpediniere, incrociatore, nave anfibia o di rifornimento, 3-4 per portaerei o corazzata. Altri 52 erano venduti a marine straniere come quella giapponese. Attualmente, con tutte le versioni migliorate si è arrivati a circa 800, confermando l'egemonia di questo modello nel settore specifico.
Nel 1983 venne posto in produzione un Phalanx migliorato, con una dotazione di munizioni aumentata e con la possibilità di scegliere in automatico 2 cadenze di tiro diverse, tutta la produzione.

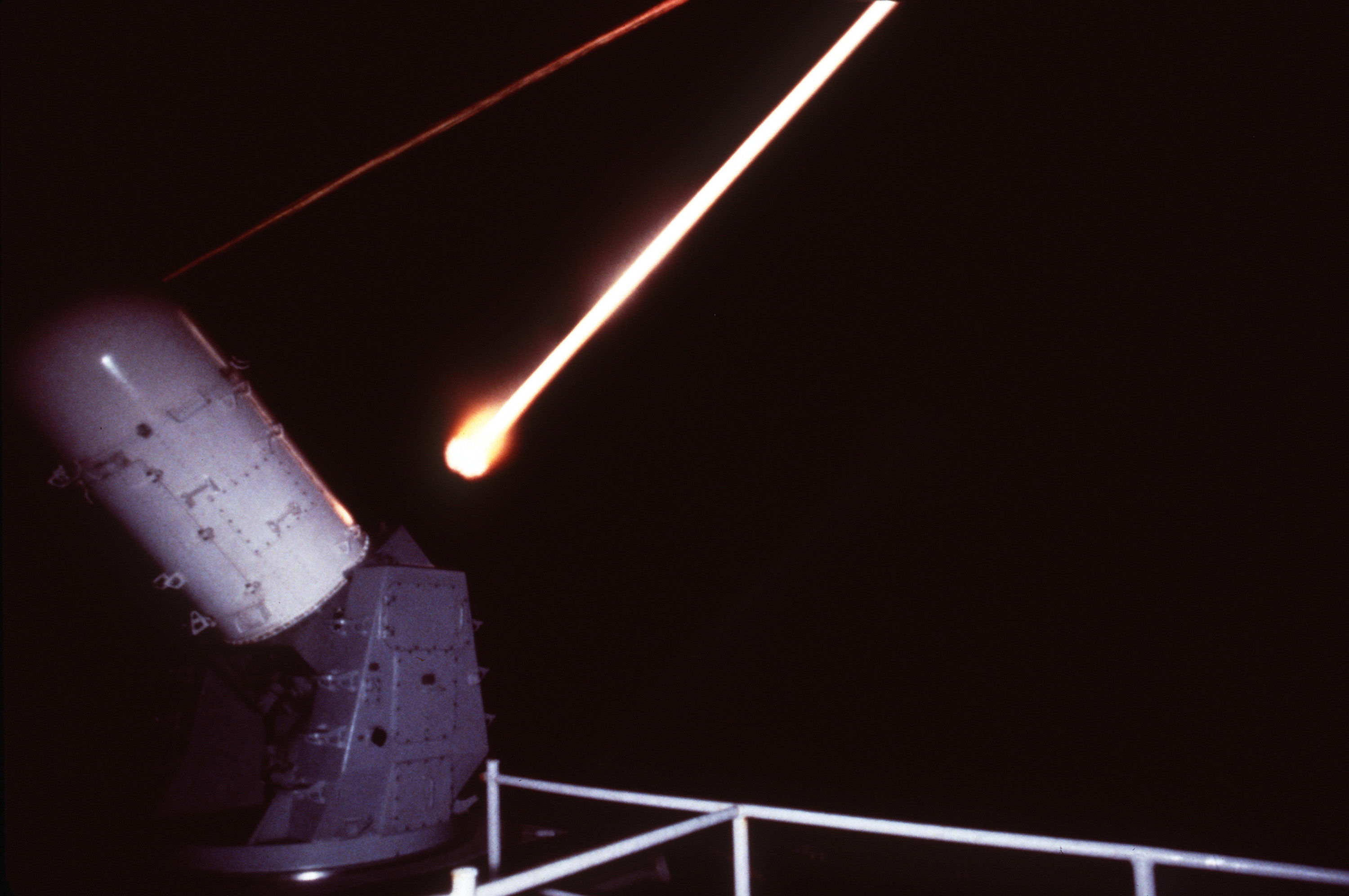
spettacolare immagine del tiro notturno di un Phalanx

Il Block 1 è entrato in produzione nel 1983, cosicché i tipi precedenti erano designati Block 0. La cadenza di tiro, grazie ad un sistema di azionamento pneumatico, è aumentata a 4500 colpi al minuto, fattore molto importante per migliorarne le prestazioni, mentre la dotazione di munizioni è parimenti aumentata. Anche i radar sono stati migliorati, con una maggiore sensibilità del radar di ricerca, sono state aggiunte munizioni con nucleo di tungsteno e sono state migliorate anche l'elevazione e velocità di processazione dati.
Il tipo successivo è stato designato Block 1A con un sistema computerizzato dalla capacità di processazione dati ulteriormente migliorata, cosa non sorprendente visto che negli anni '70-80 sono stati compiuti passi avanti di enorme portata nella tecnologia dei computer, algoritmi migliorati per contrastare bersagli manovranti e altre migliorie, incluse le apparecchiature di test di funzionamento.
Infine il Block 1B comprende un sistema di ingaggio per bersagli di superficie e lenti, con modalità PSUM basata su un sensore FLIR (Forward Looking Infra-red) all'infrarosso che permette ingaggi contro elicotteri e bersagli di superficie.

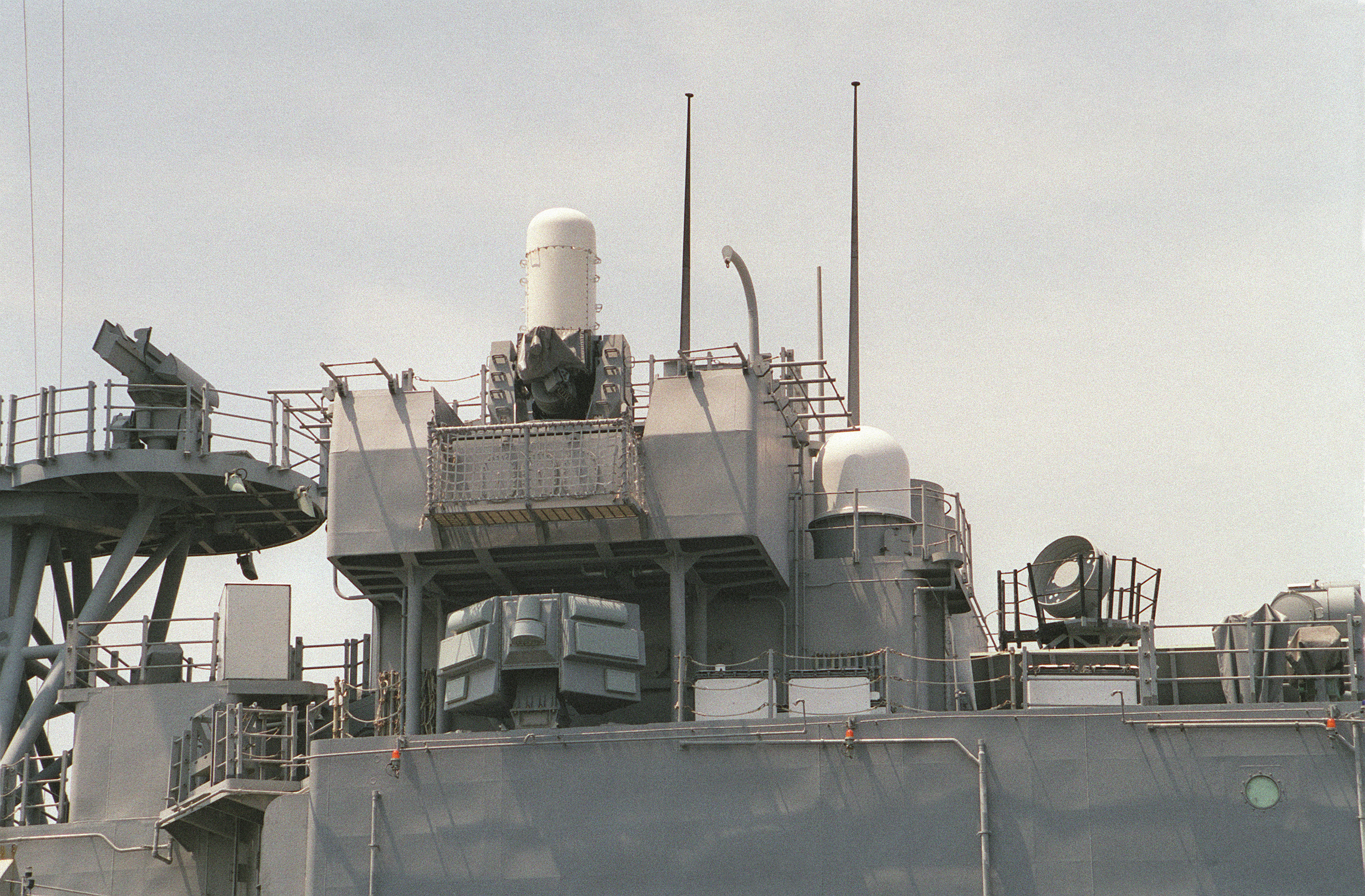
una tipica sistemazione del CIWS, su una nave statunitense

Il Phalanx ha avuto vari miglioramenti, ma fin dall'inizio è stato caratterizzato da una notevole affidabilità di funzionamento, per l'impiego previsto, che contempla la possibilità di funzionare per giorni senza sparare un colpo, ma sorvegliando tutt'intorno e stando pronto a localizzare il bersaglio appena si avvicina.
L'aumento della cadenza di tiro e delle munizioni lo hanno reso più potente, ma ha subito critiche per la sua caratteristica base, quella del ridotto calibro, che lo mette in condizioni di inferiorità rispetto ad altri tipi di CIWS. La nave è difesa meglio con armi di calibro superiore, ma, in ogni caso, il Phalanx ha dimostrato che può ingaggiare bersagli supersonici anche a bassa quota come i Talos convertiti in Vandal; in una di queste sperimentazioni si è visto il missile spezzarsi in 2 e rimbalzare in acqua finendo ugualmente addosso alla nave da cui esso sparava. Anche per queste evenienze è stato necessario aumentare il calibro e la gittata delle armi. Il Phalanx non ha avuto modo di essere sperimentato in guerra. La sola azione è stata quella di sparare addosso alla nube di chaff della corazzata Missouri nel 1991 per respingere i missili antinave iracheni lanciatili contro. Ma essi non vennero colpiti, fu la corazzata a essere colpita da una fregata con alcuni colpi.
Lo svantaggio è che è un'arma di solo 20 mm di calibro, reputata insufficiente per gittata e potenza a distruggere più di un missile attaccante in simultanea, oppure missili altamente supersonici con testate corazzate. Anche la dotazione di proiettili è tutto sommato modesta.
Se quindi è utile contro lo Styx o anche l'Exocet non necessariamente lo sarebbe contro l'SS-N-22 Sunburn. L'unica volta che tale arma è stata sparata, ha poi dimostrato la sua vulnerabilità ai chaff, quando nel 1991, durante l'operazione Desert Storm, gli iracheni lanciarono missili Exocet contro la flotta alleata. Gli inglesi avvertirono che non pareva avessero testate con ricerca radar ma IR, nonostante ciò gli statunitensi lanciarono anche i chaff, e un Phalanx di una fregata USA li ingaggiò considerandoli nemici e colpendo così la USS Missouri. Questo episodio genera nuovi interrogativi del tipo: cosa sarebbe successo se si fosse trattato di un CIWS con munizioni esplosive di potenza maggiore, come il Breda Dardo che usa proiettili da 40 mm, che avesse fatto fuoco non contro una corazzata ma contro una fregata? Verosimilmente avrebbe devastato la nave. Così questo episodio ha finito per dimostrare quanto sia difficile prevedere i risultati di un attacco a navi da guerra. Con i chaff dispiegati, lo Styx non ne fu disturbato, ma i CIWS sì, e così la marina statunitense rischiò un clamoroso autogol, evitato dal lancio di missili Sea Dart di un Type 42 inglese.
In passato vi sono stati anche modelli terrestri del Phalanx, perlopiù sistemato sopra il rimorchio di un autocarro. Alle volte esso è stato abbinato a missili, come il Barak israeliano. Sebbene ideale per distruggere razzi d'artiglieria, non pare che esso sia stato acquisito da alcuno, e in Israele si punta piuttosto ai laser ad energia diretta, che peraltro, come dimostrato dalla recente guerra, sono ben lungi dal dispiegamento operativo, almeno in grande scala, e hanno difficoltà a sparare contro razzi in rapida successione.
Una prova indesiderata della pericolosità del Phalanx una volta inquadrato il bersaglio (nonostante il calibro), venne data anni fa quando uno di questi cannoni aprì il fuoco contro un bersaglio trainato da un A-6 Intruder. Per qualche motivo il radar acquisì l'Intruder invece del bersaglio, e nonostante la sua robustezza esso venne distrutto in pochi secondi. L'equipaggio si eiettò. Forse a bordo della nave giapponese, a seguito dell'incidente, qualcuno avrà ricordato la sorte della Yamato, sopraffatta da una minaccia aerea che le sue difese piuttosto obsolete non potevano affrontare.

### Confronto tra Phalanx e altri CIWS
|                      | AK-630                                        | Phalanx CIWS                                    | Goalkeeper                                 | DARDO                          |
| -------------------- | --------------------------------------------- | ----------------------------------------------- | ------------------------------------------ | ------------------------------ |
| Peso                 | 9114 kg                                       | 6200 kg                                         | 9902 kg                                    | 5500 kg                        |
| calibro              | 30 mm a 6 canne rotanti GSh-6-30 tipo Gatling | 20 mm a 6 canne rotanti M61 Vulcan tipo Gatling | 30 mm a 7 canne rotanti GAU-8 tipo Gatling | 40 mm binato Bofors 40 mm L/70 |
| Cadenza di tiro      | 5000 colpi/min                                | 4500 colpi/min                                  | 4200 colpi/min                             | 600/900 colpi/min              |
| Gittata massima      | 4000 m                                        | 2000 m                                          | 3600 m                                     | 12500 m                        |
| Riserva              | 2000 colpi                                    | 1550 colpi                                      | 1190 colpi                                 | 736 colpi                      |
| Velocità alla volata | 900 m/s                                       | 1100 m/s                                        | 1109 m/s                                   | 1000 m/s                       |
| Elevazione           | −13°/+78°                                     | −75°/+55°                                       | −75°/+64°                                  | −13°/+85°                      |
| Angolo di tiro       | 360°                                          | -150°/+150°                                     | 360°                                       | 360°                           |